# Claude Autant-Lara
Claude Autant-Lara, född 5 augusti 1901 i Luzarches, Île-de-France, död 5 februari 2000 i Antibes, Provence-Alpes-Côte d'Azur, var en fransk filmregissör, manusförfattare och politiker.
Efter filmkarriären engagerade han sig i politiken och partiet Front National. Autant-Lara valdes in i Europaparlamentet vid valet	1989.  Han tvingades lämna sin plats efter sex veckor efter att ha förolämpat den tidigare talmannen Simone Veil i en tidningsintervju.

## Filmografi i urval
- 1942 – Douce (manus, regi, producent)
- 1945 – Sylvie et le fantôme (regi)
- 1947 – Djävulen i kroppen (manus och regi)
- 1951 – Röda värdshuset (regi)
- 1953 – Spirande säd (manus och regi)
- 1954 – Rött och svart (manus och regi)
- 1956 – Svart gris i Paris (regi och producent)
- 1958 – Den syndfulla leken (regi)
- 1961 – Du skall icke döda (manus och regi)
- 1961 – Greven av Monte Cristo (regi)
- 1961 – Leve kärleken (regi)
- 1967 – Le plus vieux métier du monde (regi)
- 1969 – Potatiskriget (manus och regi)
- 1977 – Gloria (regi)